# Patrik Hidi
Patrik Hidi (Győr, 27 novembre 1990) è un calciatore ungherese, centrocampista del BVSC Budapest.

## Caratteristiche tecniche
Mediano di vecchio stampo leader della squadra con gran senso della posizione, sa adattarsi anche come centrale.

## Carriera

### Club
Cresce calcisticamente nell'Ikarus BSE società della XVII Circoscrizione di Budapest, nel 2007 passa nell'Honvéd dove fa tutta la trafila nelle giovanili fino ad esordire all'età di diciotto anni in prima squadra segnando al debutto in occasione del pareggio interno avvenuto per 1-1 contro il Paks, nella sua prima stagione in prima squadra riesce a vincere la Coppa d'Ungheria. Vista la giovane età nelle stagioni successive si alterna tra prima e squadra riserve venendo promosso definitivamente in prima squadra nella stagione 2012-2013 sotto la guida del mister Marco Rossi, dalla stagione seguente diviene capitano della squadra. Il 27 maggio 2017 dopo aver vinto lo scontro al vertice per 1-0 contro il Videoton si laurea insieme al resto della squadra campione d'Ungheria. Al termine della stagione dopo dieci anni passati con il club rossonero con un totale di 257 partite giocate e 20 reti messe a segno al terminato il contratto rimane svincolato, il 1 agosto 2017 viene ingaggiato dagli spagnoli del Real Oviedo militanti in serie B. Il suo esordio nella Segunda División avviene alla prima giornata contro il Rayo Vallecano persa per 3-2 dove effettua un assist a Saúl Berjón per la seconda rete, alla terza partita della stagione subisce un infortunio che lo terrà fuori dal campo per due mesi. Al termine del campionato dopo aver raggiunto il settimo posto finale ed aver mancato i play-off solo per la differenza reti dopo 14 presenze e zero reti non gli viene rinnovato il contratto rimanendo svincolato. Il 20 settembre 2018 ritorna all'Honvéd suscitando lo stupore e la felicità dei tifosi nel rivederlo dopo poco più di un anno firmando un contratto biennale. Il 23 settembre appena tre giorni dopo il suo arrivo esordisce nel 1º Turno di Coppa d'Ungheria partendo titolare e segnando nel giro di 12 minuti una doppietta che consentirà alla squadra di vincere 6-0 ai danni dei dilettanti del Bőny SE e di passare il turno. Il 24 novembre contro il Mezőkövesd riceve il premio per aver raggiunto le 200 presenze in NBI con la maglia della Honvéd. Il 24 gennaio 2019 avvalendosi della clausola in caso di chiamata da una squadra più competitiva lascia per la seconda volta l'Honvéd dopo 10 presenze per trasferirsi agli azeri dell'Ertis militanti nella massima serie. Nel corso della stagione è fondamentale nello scacchiere della squadra divenendo uno dei quattro giocatori dell'intero campionato ad aver giocato tutte e 33 le gare in programma, riuscendo a segnare un gol, nella fattispecie contro l'Atıraw FK nella vittoria esterna terminata per 0-3 in favore della sua squadra. Termina il campionato finendo al terzo posto, il 15 gennaio 2020 dopo una sola stagione torna nuovamente all'Honvéd firmando un contratto di due anni e mezzo. Torna alla rete nella partita interna di campionato del 24 giugno vinta per 4-2 contro il Kaposvár segnando la rete del momentaneo 2-1. Nel mese di dicembre 2020 raggiunge le 300 presenze con la maglia dell'Honvéd. Il 7 luglio 2022 dopo 357 presenze complessive e 30 reti lascia definitivamente Kispest, firmando per la neopromossa Vasas. Esordisce già alla prima giornata contro il Kecskemét, subentrando al 57' minuto a Máté Pátkai. Segna il suo primo gol il 21 agosto contro l'Honvéd sua ex squadra, segnando la rete del momentaneo vantaggio poi terminato con una sconfitta per 2-1. Si ripete nelle marcature contro il Kisvárda, durante la stagione gioca quasi sempre da titolare offrendo buone prove. A fine stagione dopo 33 presenze e 2 reti e la salvezza raggiunta, lascia la squadra rosso blu per firmare un contratto annuale con il BVSC Budapest società storica della capitale neopromossa in NBII, dopo svariati anni in cui era rimasta inattiva.

### Nazionale
Ha esordito con la Nazionale ungherese con l'Under-19 giocando una partita tra il 2008 e il 2009, dal 2010 fino al 2013 è stato convocato saltuariamente dall'Under-21 con cui ha messo insieme quattro presenze. Nel mese di aprile 2017 è stato convocato con la Nazionale maggiore per alcune partite amichevoli, rimanendo in panchina.

## Statistiche

### Presenze e reti nei club
Statistiche aggiornate al 30 maggio 2017.
| Stagione            | Squadra          | Campionato       | Campionato | Campionato | Coppe nazionali | Coppe nazionali | Coppe nazionali | Coppe continentali | Coppe continentali | Coppe continentali | Altre coppe | Altre coppe | Altre coppe | Totale | Totale |
| Stagione            | Squadra          | Comp             | Pres       | Reti       | Comp            | Pres            | Reti            | Comp               | Pres               | Reti               | Comp        | Pres        | Reti        | Pres   | Reti   |
| ------------------- | ---------------- | ---------------- | ---------- | ---------- | --------------- | --------------- | --------------- | ------------------ | ------------------ | ------------------ | ----------- | ----------- | ----------- | ------ | ------ |
| 2008-2009           | Honvéd           | NBI              | 9          | 1          | MK+MLK          | 0+0             | 0+0             | Int.               | 1                  | 0                  | -           | -           | -           | 10     | 1      |
| 2009-2010           | Honvéd           | NBI              | 8          | 0          | MK+MLK          | 3+2             | 0+0             | UEL                | 1                  | 0                  | MS          | 1           | 0           | 15     | 0      |
| 2009-2010           | Honvéd II        | NBII             | 18         | 2          | MK              | 0               | 0               | -                  | -                  | -                  | -           | -           | -           | 18     | 2      |
| 2010-2011           | Honvéd II        | NBII             | 15         | 0          | MK              | 2               | 0               | -                  | -                  | -                  | -           | -           | -           | 17     | 0      |
| 2011-2012           | Honvéd II        | NBII             | 3          | 0          | MK              | 0               | 0               | -                  | -                  | -                  | -           | -           | -           | 3      | 0      |
| Totale Honvéd II    | Totale Honvéd II | Totale Honvéd II | 36         | 2          |                 | 2               | 0               |                    | -                  | -                  |             | -           | -           | 38     | 2      |
| 2010-2011           | Honvéd           | NBI              | 13         | 0          | MK+MLK          | 4+4             | 0+0             | -                  | -                  | -                  | -           | -           | -           | 21     | 0      |
| 2011-2012           | Honvéd           | NBI              | 25         | 1          | MK+MLK          | 1+2             | 0+0             | -                  | -                  | -                  | -           | -           | -           | 28     | 1      |
| 2012-2013           | Honvéd           | NBI              | 25         | 1          | MK+MLK          | 4+8             | 0+1             | UEL                | 4                  | 0                  | -           | -           | -           | 41     | 2      |
| 2013-2014           | Honvéd           | NBI              | 28         | 3          | MK+MLK          | 1+3             | 0+0             | UEL                | 4                  | 0                  | -           | -           | -           | 36     | 3      |
| 2014-2015           | Honvéd           | NBI              | 29         | 4          | MK+MLK          | 4+9             | 1+1             | -                  | -                  | -                  | -           | -           | -           | 42     | 6      |
| 2015-2016           | Honvéd           | NBI              | 29         | 1          | MK              | 3               | 1               | -                  | -                  | -                  | -           | -           | -           | 32     | 2      |
| 2016-2017           | Honvéd           | NBI              | 28         | 3          | MK              | 4               | 2               |                    | -                  | -                  | -           | -           | -           | 32     | 5      |
| 2017-2018           | Real Oviedo      | SD               | 14         | 0          | CR              | 0               | 0               | -                  | -                  | -                  | -           | -           | -           | 14     | 0      |
| set. 2018-gen. 2019 | Honvéd           | NBI              | 10         | 0          | MK              | 1               | 2               | UEL                | -                  | -                  | -           | -           | -           | 11     | 2      |
| 2019                | Ertis            | QPL              | 33         | 1          | QK              | 2               | 0               | -                  | -                  | -                  | -           | -           | -           | 35     | 1      |
| gen.-giu. 2020      | Honvéd           | NBI              | 15         | 1          | MK              | 5               | 0               | UEL                | -                  | -                  | -           | -           | -           | 20     | 1      |
| 2020-2021           | Honvéd           | NBI              | 30         | 4          | MK              | 1               | 0               | UEL                | 2                  | 0                  | -           | -           | -           | 20     | 4      |
| 2021-2022           | Honvéd           | NBI              | 32         | 3          | MK              | 4               | 0               | -                  | -                  | -                  | -           | -           | -           | 36     | 3      |
| Totale Honvéd       | Totale Honvéd    | Totale Honvéd    | 281        | 22         |                 | 63              | 8               |                    | 12                 | 0                  |             | 1           | 0           | 357    | 30     |
| 2022-2023           | Vasas            | NBI              | 33         | 2          | MK              | 3               | 0               | -                  | -                  | -                  | -           | -           | -           | 36     | 2      |
| 2023-2024           | BVSC Budapest    | NBII             | 32         | 4          | MK              | 1               | 0               |                    | -                  | -                  |             | -           | -           | 33     | 4      |
| Totale carriera     | Totale carriera  | Totale carriera  | 419        | 31         |                 | 71              | 8               |                    | 12                 | 0                  |             | 1           | 0           | 503    | 39     |

## Palmarès

### Club

#### Competizioni nazionali
- Coppa d'Ungheria: 2

Honvéd: 2008-2009, 2019-2020
- Campionato ungherese: 1

Honvéd: 2016-2017